# 古泮泉
古泮泉为位于中国江苏省镇江市京口区东门坡北段路东的一处古泉，由一对泉栏均呈八角形的泉池组成，分别高0.34米、口径0.46米和高0.44米、口径0.55米，其后为明万历二十六年（1598年）由丹徒知县庞时雍所立石碑。该泉传旧在镇江府学内西侧，北宋元祐时凿泉得石刻“泮泉”二字，故名，至明景泰时府学迁址，泉则流入民间。